# NGC 2699
NGC 2699 is een elliptisch sterrenstelsel in het sterrenbeeld Waterslang. Het hemelobject werd op 4 januari 1862 ontdekt door de Duits-Deense astronoom Heinrich Louis d'Arrest.

## Synoniemen
- MCG 0-23-14
- ZWG 5.33
- ARAK 187
- PGC 25075